# Triphaenopsis maculata
Triphaenopsis maculata là một loài bướm đêm trong họ Noctuidae.